# Kaliumcyanat
Kaliumcyanat är en oorganisk förening med den kemiska beteckningen KOCN (även KCNO). Kaliumcyanat har använts som bekämpningsmedel. Ämnet kan starkt irritera ögon.